# سان بيتر بورت
سان بيتر بورت (بالإنجليزية: Saint Peter Port)‏ جزيرة تقع في القنال الإنجليزي شمال غرب أوروبا ، تبعد عن 121 كم جنوب إنجلترا و 48 كم شمال سواحل فرنسا.
تضم الجزيرة تحت حكمها بعض من الجزر الصغيرة والجزر الصخرية غير المأهولة بالسكان وهذه الجزر مع جزيرة جيرزي وجزرها تعرف بجزر القنال، وجزيرة جيرنزي ليست جزء من المملكة المتحدة لكنها تتبع التاج البريطاني وهي تتمتع بشكل من الحكم الذاتي. نظام الحكم فيها أشبه بنظام الحكم في جزيرة مان، حماية الجزيرة يقع على عاتق القوات البريطانية. يبلغ عدد سكانها حوالي 65 ألف نسمة وعاصمتها ساينت بيتر بورت، تعتبر الجزيرة من أغنى مناطق العالم حيث يبلغ ناتج الفرد السنوي حوالي 40 ألف دولار حسب (أحصائيات عام 2003) وبذلك تحتل المركز الخامس عالمياً ويبلغ ناتج الجزيرة السنوي 2,59 مليار دولار. اللغة الرسمية للجزيرة الأنجليزية والفرنسية وهناك لغة جيرنزيس وهي غير رسمية وتعتبر لغة الجزيرة الأصلية والتي أخذت بالاندثار. يعتمد اقتصاد الجزيرة على الخدمات المالية حيث أن الجزيرة لها سياسات مختلفة عن المملكة المتحدة في نظام ضريبة الدخل مما يجعل الضريبة قليلة جداً. فأصبحت الجزيرة مكان استقطاب لشركات التأمين والمال والأعمال أيضاً، وتعتمد الجزيرة على الخدمات المالية والسياحة والصناعة والأنشطة الزراعية.

## أعلام
- تشارلز وود
- مابل كولينز
- فيليب إروين
- إدوارد فيليبس أوبنهايم
- ماتيو لو تيسيي